# أبو منجل عاري الوجه
أبو منجل عاري الوجه (Phimosus) هو نوع من جنس Phimosus الذي ينتمي إلى أسرة أبو منجل ، ويوجد في الأرجنتين ، وبوليفيا ، والبرازيل وكولومبيا والإكوادور وغيانا وباراغواي وسورينام وأوروغواي وفنزويلا. بيئتها الطبيعية هي المستنقعات .